# WWF Light Heavyweight Championship
Le WWF Light Heavyweight Championship (que l'on peut traduire par championnat des poids mi-lourds de la WWF) est un championnat de catch (lutte professionnelle) de la World Wrestling Federation (WWF).
Il est créé le 26 mars 1981 et c'est Perro Aguayo le premier champion après sa victoire face à Gran Hamada en finale d'un tournoi. Comme le WWF Junior Heavyweight Championship, le titre est utilisé par d'autres fédérations que la WWF. C'est l'Universal Wrestling Association, une fédération mexicaine de catch, qui utilise ce titre jusqu'à sa fermeture en 1995.
La New Japan Pro Wrestling l'utilise ensuite et unifie ce titre à cinq autres pour créer la J-Crown. Le 5 novembre 1997, la WWF demande à récupérer ce titre afin de donner de l'enjeu à l'organisation des combats entre poids mi-lourds.
La WWF l'utilise ensuite avant de l'unifier avec le championnat des poids lourd-légers de la WWF le 30 novembre 2001.

## Historique du titre

### Utilisation par la New Japan Pro Wrestling puis l'Universal Wrestling Association (1981-1995)
En 1981, la World Wrestling Federation (WWF) et la New Japan Pro Wrestling décident de créer le championnat des poids mi-lourds de la WWF. La New Japan Pro Wrestling organise un tournoi et c'est Perro Aguayo qui devient le premier champion des poids mi-lourds de la WWF après sa victoire face à Gran Hamada en finale le 26 mars 1981.
C'est ensuite l'Universal Wrestling Association qui l'utilise jusqu'à sa fermeture en 1995.

### Utilisation par la Michinoku Pro Wrestling puis la New Japan Pro Wrestling (1996-1997)
Le championnat des poids mi-lourd de la WWF arrive à la Michinoku Pro Wrestling (en) le 24 mars 1996 où Great Sasuke bat Aero Flash.
À l'été 1996, la New Japan Pro Wrestling organise le tournoi J-Crown où le championnat des poids mi-lourds de la WWF est unifié avec sept autres championnats. Great Sasuke est le vainqueur de ce tournoi après sa victoire face à Ultimo Dragon en finale du tournoi le 5 août.
Ce tournoi a lieu du 2 au 5 août 1996 en marge du tournoi G1 Climax. Les participants sont :
- Jushin Thunder Liger (champion poids lourd junior du Commonwealth britannique de la Michinoku Pro-Wrestling (en))[2].
- Ultimo Dragon (champion international poids lourd junior de la Wrestle Association R) il est aussi champion des poids moyens de la National Wrestling Alliance[2].
- Masayoshi Motegi (en) (champion du monde poids lourd junior de la National Wrestling Alliance[a])[2].
- Great Sasuke (champion poids lourd junior International Wrestling Grand Prix (IWGP)[b])[2].
- El Samurai (champion des poids mi-lourd de la World Wrestling Federation)[2].
- Gran Hamada (champion du monde poids lourd junior de la World Wrestling Association[c])[2].
- Shinjirō Ōtani (champion du monde poids  lourd junior de l'Universal Wrestling Association[d])[2].
- Negro Casas (champion du monde des poids welters de la National Wrestling Alliance[e])[2].

|  | Quarts de finale      | Quarts de finale      | Quarts de finale      | Quarts de finale      |               |               | Demi-finales          | Demi-finales          | Demi-finales          | Demi-finales          |  |  | Finale                | Finale                | Finale                | Finale                |
|  |                       |                       |                       |                       |               |               |                       |                       |                       |                       |  |  |                       |                       |                       |                       |
|  | Tokyo, le 2 août 1996 | Tokyo, le 2 août 1996 | Tokyo, le 2 août 1996 | Tokyo, le 2 août 1996 |               |               | Tokyo, le 4 août 1996 | Tokyo, le 4 août 1996 | Tokyo, le 4 août 1996 | Tokyo, le 4 août 1996 |  |  | Tokyo, le 5 août 1996 | Tokyo, le 5 août 1996 | Tokyo, le 5 août 1996 | Tokyo, le 5 août 1996 |
|  | Tokyo, le 2 août 1996 | Tokyo, le 2 août 1996 | Tokyo, le 2 août 1996 | Tokyo, le 2 août 1996 |               |               | Tokyo, le 4 août 1996 | Tokyo, le 4 août 1996 | Tokyo, le 4 août 1996 | Tokyo, le 4 août 1996 |  |  | Tokyo, le 5 août 1996 | Tokyo, le 5 août 1996 | Tokyo, le 5 août 1996 | Tokyo, le 5 août 1996 |
|  | Masayoshi Motegi (en) | Masayoshi Motegi (en) | 11:50                 | 11:50                 |               |               | Tokyo, le 4 août 1996 | Tokyo, le 4 août 1996 | Tokyo, le 4 août 1996 | Tokyo, le 4 août 1996 |  |  | Tokyo, le 5 août 1996 | Tokyo, le 5 août 1996 | Tokyo, le 5 août 1996 | Tokyo, le 5 août 1996 |
|  | Masayoshi Motegi (en) | Masayoshi Motegi (en) | 11:50                 | 11:50                 |               |               | Tokyo, le 4 août 1996 | Tokyo, le 4 août 1996 | Tokyo, le 4 août 1996 | Tokyo, le 4 août 1996 |  |  | Tokyo, le 5 août 1996 | Tokyo, le 5 août 1996 | Tokyo, le 5 août 1996 | Tokyo, le 5 août 1996 |
|  | Great Sasuke          | Great Sasuke          | tombé                 | tombé                 |               |               | Tokyo, le 4 août 1996 | Tokyo, le 4 août 1996 | Tokyo, le 4 août 1996 | Tokyo, le 4 août 1996 |  |  | Tokyo, le 5 août 1996 | Tokyo, le 5 août 1996 | Tokyo, le 5 août 1996 | Tokyo, le 5 août 1996 |
|  | Great Sasuke          | Great Sasuke          | tombé                 | tombé                 | Great Sasuke  | Great Sasuke  | tombé                 | tombé                 |                       |                       |  |  | Tokyo, le 5 août 1996 | Tokyo, le 5 août 1996 | Tokyo, le 5 août 1996 | Tokyo, le 5 août 1996 |
|  | Tokyo, le 3 août 1996 |                       |                       |                       | Great Sasuke  | Great Sasuke  | tombé                 | tombé                 |                       |                       |  |  | Tokyo, le 5 août 1996 | Tokyo, le 5 août 1996 | Tokyo, le 5 août 1996 | Tokyo, le 5 août 1996 |
|  |                       |                       | El Samurai            | El Samurai            | 16:25         | 16:25         |                       |                       |                       |                       |  |  | Tokyo, le 5 août 1996 | Tokyo, le 5 août 1996 | Tokyo, le 5 août 1996 | Tokyo, le 5 août 1996 |
|  | Gran Hamada           | Gran Hamada           | El Samurai            | El Samurai            | 16:25         | 16:25         | 12:38                 | 12:38                 |                       |                       |  |  | Tokyo, le 5 août 1996 | Tokyo, le 5 août 1996 | Tokyo, le 5 août 1996 | Tokyo, le 5 août 1996 |
|  | Gran Hamada           | Gran Hamada           | Tokyo, le 4 août 1996 |                       |               |               | 12:38                 | 12:38                 |                       |                       |  |  | Tokyo, le 5 août 1996 | Tokyo, le 5 août 1996 | Tokyo, le 5 août 1996 | Tokyo, le 5 août 1996 |
|  | El Samurai            | El Samurai            | tombé                 | tombé                 |               |               |                       |                       |                       |                       |  |  | Tokyo, le 5 août 1996 | Tokyo, le 5 août 1996 | Tokyo, le 5 août 1996 | Tokyo, le 5 août 1996 |
|  | El Samurai            | El Samurai            | tombé                 | tombé                 | Great Sasuke  | Great Sasuke  | tombé                 | tombé                 |                       |                       |  |  |                       |                       |                       |                       |
|  | Tokyo, le 2 août 1996 |                       |                       |                       | Great Sasuke  | Great Sasuke  | tombé                 | tombé                 |                       |                       |  |  |                       |                       |                       |                       |
|  |                       |                       | Último Dragón         | Último Dragón         | 13:56         | 13:56         |                       |                       |                       |                       |  |  |                       |                       |                       |                       |
|  | Jushin Thunder Liger  | Jushin Thunder Liger  | Último Dragón         | Último Dragón         | 13:56         | 13:56         | 2:38                  | 2:38                  |                       |                       |  |  |                       |                       |                       |                       |
|  | Jushin Thunder Liger  | Jushin Thunder Liger  |                       |                       |               |               |                       |                       |                       |                       |  |  |                       |                       |                       |                       |
|  | Ultimo Dragon         | Ultimo Dragon         | tombé                 | tombé                 |               |               |                       |                       |                       |                       |  |  |                       |                       |                       |                       |
|  | Ultimo Dragon         | Ultimo Dragon         | tombé                 | tombé                 | Último Dragón | Último Dragón | tombé                 | tombé                 |                       |                       |  |  |                       |                       |                       |                       |
|  | Tokyo, le 3 août 1996 |                       |                       |                       | Último Dragón | Último Dragón | tombé                 | tombé                 |                       |                       |  |  |                       |                       |                       |                       |
|  |                       |                       | Shinjirō Ōtani        | Shinjirō Ōtani        | 16:04         | 16:04         |                       |                       |                       |                       |  |  |                       |                       |                       |                       |
|  | Negro Casas           | Negro Casas           | Shinjirō Ōtani        | Shinjirō Ōtani        | 16:04         | 16:04         | 11:34                 | 11:34                 |                       |                       |  |  |                       |                       |                       |                       |
|  | Negro Casas           | Negro Casas           |                       |                       |               |               |                       | 11:34                 |                       |                       |  |  |                       |                       |                       |                       |
|  | Shinjirō Ōtani        | Shinjirō Ōtani        | tombé                 | tombé                 |               |               |                       |                       |                       |                       |  |  |                       |                       |                       |                       |
|  | Shinjirō Ōtani        | Shinjirō Ōtani        | tombé                 | tombé                 |               |               |                       |                       |                       |                       |  |  |                       |                       |                       |                       |
|  |                       |                       |                       |                       |               |               |                       |                       |                       |                       |  |  |                       |                       |                       |                       |

La World Wrestling Federation récupère ce titre le 5 novembre 1997.

### Utilisation par laWorld Wrestling Federation(1997-2001)
La World Wrestling Federation (WWF) récupère ce titre le 5 novembre 1997 et organise dans la foulée un tournoi. Ce tournoi oppose : 
- Águila (en)[3]
- Brian Christopher[3]
- Devon Storm[3]
- Eric Shelley[3]
- Flash Flanagan[3]
- Scott Taylor[3]
- Super Loco[3]
- Taka Michinoku[3]

|  | Quarts de finale                                | Quarts de finale                                | Quarts de finale                                | Quarts de finale                                |                   |                   | Demi-finales                       | Demi-finales                       | Demi-finales                       | Demi-finales                       |  |  | Finale                                     | Finale                                     | Finale                                     | Finale                                     |
|  |                                                 |                                                 |                                                 |                                                 |                   |                   |                                    |                                    |                                    |                                    |  |  |                                            |                                            |                                            |                                            |
|  | Fayetteville (Caroline du Nord), le 24 novembre | Fayetteville (Caroline du Nord), le 24 novembre | Fayetteville (Caroline du Nord), le 24 novembre | Fayetteville (Caroline du Nord), le 24 novembre |                   |                   | Roanoke (Virginie), le 25 novembre | Roanoke (Virginie), le 25 novembre | Roanoke (Virginie), le 25 novembre | Roanoke (Virginie), le 25 novembre |  |  | Springfield (Massachusetts), le 7 décembre | Springfield (Massachusetts), le 7 décembre | Springfield (Massachusetts), le 7 décembre | Springfield (Massachusetts), le 7 décembre |
|  | Fayetteville (Caroline du Nord), le 24 novembre | Fayetteville (Caroline du Nord), le 24 novembre | Fayetteville (Caroline du Nord), le 24 novembre | Fayetteville (Caroline du Nord), le 24 novembre |                   |                   | Roanoke (Virginie), le 25 novembre | Roanoke (Virginie), le 25 novembre | Roanoke (Virginie), le 25 novembre | Roanoke (Virginie), le 25 novembre |  |  | Springfield (Massachusetts), le 7 décembre | Springfield (Massachusetts), le 7 décembre | Springfield (Massachusetts), le 7 décembre | Springfield (Massachusetts), le 7 décembre |
|  | Brian Christopher                               | Brian Christopher                               | Tombé                                           | Tombé                                           |                   |                   | Roanoke (Virginie), le 25 novembre | Roanoke (Virginie), le 25 novembre | Roanoke (Virginie), le 25 novembre | Roanoke (Virginie), le 25 novembre |  |  | Springfield (Massachusetts), le 7 décembre | Springfield (Massachusetts), le 7 décembre | Springfield (Massachusetts), le 7 décembre | Springfield (Massachusetts), le 7 décembre |
|  | Brian Christopher                               | Brian Christopher                               | Tombé                                           | Tombé                                           |                   |                   | Roanoke (Virginie), le 25 novembre | Roanoke (Virginie), le 25 novembre | Roanoke (Virginie), le 25 novembre | Roanoke (Virginie), le 25 novembre |  |  | Springfield (Massachusetts), le 7 décembre | Springfield (Massachusetts), le 7 décembre | Springfield (Massachusetts), le 7 décembre | Springfield (Massachusetts), le 7 décembre |
|  | Flash Flanagan                                  | Flash Flanagan                                  | 3:30                                            | 3:30                                            |                   |                   | Roanoke (Virginie), le 25 novembre | Roanoke (Virginie), le 25 novembre | Roanoke (Virginie), le 25 novembre | Roanoke (Virginie), le 25 novembre |  |  | Springfield (Massachusetts), le 7 décembre | Springfield (Massachusetts), le 7 décembre | Springfield (Massachusetts), le 7 décembre | Springfield (Massachusetts), le 7 décembre |
|  | Flash Flanagan                                  | Flash Flanagan                                  | 3:30                                            | 3:30                                            | Brian Christopher | Brian Christopher | Forfait                            | Forfait                            |                                    |                                    |  |  | Springfield (Massachusetts), le 7 décembre | Springfield (Massachusetts), le 7 décembre | Springfield (Massachusetts), le 7 décembre | Springfield (Massachusetts), le 7 décembre |
|  | Cornwall (Ontario), le 11 novembre              |                                                 |                                                 |                                                 | Brian Christopher | Brian Christopher | Forfait                            | Forfait                            |                                    |                                    |  |  | Springfield (Massachusetts), le 7 décembre | Springfield (Massachusetts), le 7 décembre | Springfield (Massachusetts), le 7 décembre | Springfield (Massachusetts), le 7 décembre |
|  |                                                 |                                                 | Scott Taylor                                    | Scott Taylor                                    | 0:00              | 0:00              |                                    |                                    |                                    |                                    |  |  | Springfield (Massachusetts), le 7 décembre | Springfield (Massachusetts), le 7 décembre | Springfield (Massachusetts), le 7 décembre | Springfield (Massachusetts), le 7 décembre |
|  | Eric Shelley                                    | Eric Shelley                                    | Scott Taylor                                    | Scott Taylor                                    | 0:00              | 0:00              | 5:27                               | 5:27                               |                                    |                                    |  |  | Springfield (Massachusetts), le 7 décembre | Springfield (Massachusetts), le 7 décembre | Springfield (Massachusetts), le 7 décembre | Springfield (Massachusetts), le 7 décembre |
|  | Eric Shelley                                    | Eric Shelley                                    | Roanoke (Virginie), le 25 novembre              |                                                 |                   |                   | 5:27                               | 5:27                               |                                    |                                    |  |  | Springfield (Massachusetts), le 7 décembre | Springfield (Massachusetts), le 7 décembre | Springfield (Massachusetts), le 7 décembre | Springfield (Massachusetts), le 7 décembre |
|  | Scott Taylor                                    | Scott Taylor                                    | Tombé                                           | Tombé                                           |                   |                   |                                    |                                    |                                    |                                    |  |  | Springfield (Massachusetts), le 7 décembre | Springfield (Massachusetts), le 7 décembre | Springfield (Massachusetts), le 7 décembre | Springfield (Massachusetts), le 7 décembre |
|  | Scott Taylor                                    | Scott Taylor                                    | Tombé                                           | Tombé                                           | Brian Christopher | Brian Christopher | 12:00                              | 12:00                              |                                    |                                    |  |  |                                            |                                            |                                            |                                            |
|  | Hershey (Pennsylvanie), le 3 novembre           |                                                 |                                                 |                                                 | Brian Christopher | Brian Christopher | 12:00                              | 12:00                              |                                    |                                    |  |  |                                            |                                            |                                            |                                            |
|  |                                                 |                                                 | Taka Michinoku                                  | Taka Michinoku                                  | Tombé             | Tombé             |                                    |                                    |                                    |                                    |  |  |                                            |                                            |                                            |                                            |
|  | Águila (en)                                     | Águila (en)                                     | Taka Michinoku                                  | Taka Michinoku                                  | Tombé             | Tombé             | Tombé                              | Tombé                              |                                    |                                    |  |  |                                            |                                            |                                            |                                            |
|  | Águila (en)                                     | Águila (en)                                     |                                                 |                                                 |                   |                   |                                    |                                    |                                    |                                    |  |  |                                            |                                            |                                            |                                            |
|  | Super Loco                                      | Super Loco                                      | 5:12                                            | 5:12                                            |                   |                   |                                    |                                    |                                    |                                    |  |  |                                            |                                            |                                            |                                            |
|  | Super Loco                                      | Super Loco                                      | 5:12                                            | 5:12                                            | Águila            | Águila            | 6:19                               | 6:19                               |                                    |                                    |  |  |                                            |                                            |                                            |                                            |
|  | Ottawa (Ontario), le 10 novembre                |                                                 |                                                 |                                                 | Águila            | Águila            | 6:19                               | 6:19                               |                                    |                                    |  |  |                                            |                                            |                                            |                                            |
|  |                                                 |                                                 | Taka Michinoku                                  | Taka Michinoku                                  | Tombé             | Tombé             |                                    |                                    |                                    |                                    |  |  |                                            |                                            |                                            |                                            |
|  | Taka Michinoku                                  | Taka Michinoku                                  | Taka Michinoku                                  | Taka Michinoku                                  | Tombé             | Tombé             | Tombé                              | Tombé                              |                                    |                                    |  |  |                                            |                                            |                                            |                                            |
|  | Taka Michinoku                                  | Taka Michinoku                                  |                                                 |                                                 |                   |                   |                                    | Tombé                              |                                    |                                    |  |  |                                            |                                            |                                            |                                            |
|  | Devon Storm                                     | Devon Storm                                     | 5:00                                            | 5:00                                            |                   |                   |                                    |                                    |                                    |                                    |  |  |                                            |                                            |                                            |                                            |
|  | Devon Storm                                     | Devon Storm                                     | 5:00                                            | 5:00                                            |                   |                   |                                    |                                    |                                    |                                    |  |  |                                            |                                            |                                            |                                            |
|  |                                                 |                                                 |                                                 |                                                 |                   |                   |                                    |                                    |                                    |                                    |  |  |                                            |                                            |                                            |                                            |

| #  | Champion             | Règne | Date              | Durée                    | Lieu                         | Évènement                          | Notes |
| -- | -------------------- | ----- | ----------------- | ------------------------ | ---------------------------- | ---------------------------------- | --- |
| 1  | Perro Aguayo         | 1     | 26 mars 1981      | 5 mois et 30 jours       | Shimizu-ku                   | House show                         | Il bat Gran Hamada en finale d'un tournoi. |
| 2  | Fishman (en)         | 1     | 25 septembre 1981 | 6 jours                  | Los Angeles (Californie)     | House show                         | [ 1 ] |
| 3  | Perro Aguayo         | 2     | 1er octobre 1981  | 17 jours                 | Los Angeles (Californie)     | House show                         | [ 1 ] |
| 4  | Chris Adams (en)     | 1     | 18 octobre 1981   | 1 mois et 25 jours       | Mexico                       | House show                         | [ 1 ] |
| 5  | Perro Aguayo         | 3     | 13 décembre 1981  | 4 mois et 8 jours        | Mexico                       | House show                         | [ 5 ] |
| 6  | Gran Hamada          | 1     | 21 avril 1982     | 4 mois et 8 jours        | Mexico                       | House show                         | [ 1 ] |
| 7  | Perro Aguayo         | 4     | 29 août 1982      | 6 mois et 19 jours       | Mexico                       | House show                         | [ 1 ] |
| 8  | Villano III          | 1     | 20 mars 1983      | 4 mois et 18 jours       | Mexico                       | House show                         | [ 1 ] |
| 9  | Perro Aguayo         | 5     | 7 août 1983       | 8 mois et 10 jours       | Mexico                       | House show                         | [ 1 ] |
| 10 | Gran Hamada          | 2     | 17 avril 1984     | 1 mois et 3 jours        | Tokyo                        | House show                         | [ 6 ] |
| 11 | Villano III          | 2     | 20 mai 1984       | 2 ans, 3 mois et 4 jours | Mexico                       | House show                         | [ 1 ] |
| 12 | Fishman              | 2     | 24 août 1986      | 4 mois                   | Mexico                       | House show                         | [ 1 ] |
| 13 | Perro Aguayo         | 6     | 24 décembre 1986  | 4 mois et 9 jours        | Mexico                       | House show                         | [ 1 ] |
| -  | Vacant               | 1     | 3 mai 1987        | 1 mois et 14 jours       | NC                           | NC                                 | Le titre est retiré à la suite d'un match opposant Perro Aguayo à Vilano III à fin controversé. |
| 14 | Villano III          | 3     | 17 juin 1987      | 3 mois et 17 jours       | Mexico                       | House show                         | [ 1 ] |
| 15 | Rambo                | 1     | 4 octobre 1987    | 9 mois et 7 jours        | Mexico                       | House show                         | [ 1 ] |
| 16 | Villano III          | 4     | 11 juillet 1988   | 1 an, 1 mois et 3 jours  | Mexico                       | House show                         | [ 1 ] |
| 17 | Sangre Chicana       | 1     | 14 août 1989      | 2 mois et 1 jour         | Mexico                       | House show                         | [ 1 ] |
| 18 | Perro Aguayo         | 7     | 15 octobre 1989   | 1 mois et 18 jours       | Mexico                       | House show                         | [ 1 ] |
| 19 | Sangre Chicana       | 2     | 3 décembre 1989   | 5 mois et 24 jours       | Mexico                       | House show                         | [ 1 ] |
| 20 | Vilano III           | 5     | 27 mai 1990       | 9 mois et 4 jours        | Naucalpan de Juárez          | House show                         | [ 8 ] |
| 21 | Pegasus Kid          | 1     | 3 mars 1991       | 1 an, 6 mois et 10 jours | Naucalpan de Juárez          | House show                         | [ 1 ] |
| 22 | Villano III          | 6     | 13 septembre 1992 | 3 mois et 19 jours       | Naucalpan de Juárez          | House show                         | Vilano III a auparavant démasqué Pegasus Kid, ce dernier lutte sous son véritable nom qui est Chris Benoit. |
| 23 | El Signo             | 1     | 1er janvier 1993  | 1 an, 6 mois et 17 jours | Nezahualcóyotl               | House show                         | [ 1 ] |
| 24 | Villano III          | 7     | 18 juillet 1994   | NC                       | Puebla                       | House show                         | [ 1 ] |
| -  | Vacant               | 2     | janvier 1995      | NC                       | NC                           | NC                                 | Villano III quitte l'UWA. |
| 25 | Aeroflash            | 1     | 16 juin 1995      | 9 mois et 8 jours        | Nezahualcóyotl               | House show                         | Il bat Fighter en finale d'un tournoi |
| 26 | Great Sasuke         | 1     | 24 mars 1996      | 2 mois et 29 jours       | Naruko (en)                  | House show                         | [ 1 ] |
| 27 | El Samurai           | 1     | 22 juin 1996      | 1 mois et 13 jours       | Naruko                       | House show                         | Il unifie ce titre avec le championnat du monde des poids lourds junior de la World Wrestling Association le 3 août,.                                                                                          |
| 28 | Great Sasuke         | 2     | 5 août 1996       | 2 mois et 6 jours        | Tokyo                        | NJPW G1 Climax 1996                | Il est le premier champion J-Crown. |
| 29 | Ultimo Dragon        | 1     | 11 octobre 1996   | 2 mois et 24 jours       | Osaka                        | WAR Osaka Crush Night              | [ 10 ] |
| 30 | Jushin Thunder Liger | 1     | 4 janvier 1997    | 6 mois et 2 jours        | Tokyo                        | Wrestling World in Tokyo Dome 1997 | [ 11 ] |
| 31 | El Samurai           | 2     | 6 juillet 1997    | 1 mois et 4 jours        | Sapporo                      | Summer Struggle 1997 - Day 12      | [ 12 ] |
| 32 | Shinjirō Ōtani       | 1     | 10 août 1997      | 5 mois et 28 jours       | Nagoya                       | The Four Heaven in Nagoya Dome     | [ 13 ] |
| -  | Vacant               | 3     | 5 novembre 1997   | 1 mois et 2 jours        | NC                           | NC                                 | La WWF demande à récupérer le titre. |
| 33 | Taka Michinoku       | 1     | 7 décembre 1997   | 10 mois et 11 jours      | Springfield (Massachusetts)  | In Your House: D-Generation X      | Michinoku a battu Brian Christopher dans la finale d'un tournoi pour remporter le titre. |
| 34 | Christian            | 1     | 18 octobre 1998   | 30 jours                 | Chicago (Illinois)           | Judgment Day: In Your House        | |
| 35 | Gillberg             | 1     | 17 novembre 1998  | 1 an, 2 mois et 27 jours | Columbus (Ohio)              | Raw is War                         | Ce fut le plus long règne du titre à la WWF. |
| 36 | Essa Rios            | 1     | 13 février 2000   | 1 mois                   | Austin (Texas)               | Sunday Night Heat                  | |
| 37 | Dean Malenko         | 1     | 13 mars 2000      | 1 mois et 4 jours        | East Rutherford (New Jersey) | Raw is War                         | |
| 38 | Scotty 2 Hotty       | 1     | 17 avril 2000     | 8 jours                  | State College (Pennsylvanie) | Raw is War                         | |
| 39 | Dean Malenko         | 2     | 25 avril 2000     | 10 mois et 22 jours      | Charlotte (Caroline du Nord) | WWE SmackDown                      | |
| 40 | Crash Holly          | 1     | 18 mars 2001      | 1 mois et 11 jours       | Anaheim (Californie)         | Sunday Night Heat                  | |
| 41 | Jerry Lynn           | 1     | 29 avril 2001     | 1 mois et 7 jours        | Chicago (Illinois)           | Sunday Night Heat                  | |
| 42 | Jeff Hardy           | 1     | 5 juin 2001       | 20 jours                 | Grand Forks (Dakota du Nord) | WWE SmackDown                      | |
| 43 | X-Pac                | 1     | 25 juin 2001      | 1 mois et 12 jours       | New York (New York)          | Raw is War                         | |
| 44 | Tajiri               | 1     | 6 août 2001       | 13 jours                 | Anaheim (Californie)         | Raw is War                         | |
| 45 | X-Pac                | 2     | 19 août 2001      | 6 mois et 17 jours       | San Jose (Californie)        | SummerSlam                         | X-Pac fut le dernier champion après avoir unifié le titre avec le WWE Cruiserweight Championship en battant Tajiri à SummerSlam 2001 dans un match d'unification pour créer le WWF Cruiserweight Championship. |